# Eduard Sonnenburg

Eduard Sonnenburg, vor 1912

Eduard Hermann Eduard Sonnenburg (* 3. November 1848 in Bremen; † 25. Mai 1915 in Bad Wildungen) war ein deutscher Chirurg und Hochschullehrer.

## Leben
Während seines Studiums in Heidelberg wurde er 1867 Mitglied der Burschenschaft Frankonia Heidelberg. Nach der Promotion an der Universität Jena 1872 war Sonnenburg von 1873 bis 1880 als Assistenzarzt bei Georg Albert Lücke (1829–1894) an der Kaiser-Wilhelms-Universität Straßburg, an der er sich 1876 habilitierte. Seit 1880 arbeitete er als Assistent an der Chirurgischen Universitätsklinik Berlin. An der Friedrich-Wilhelms-Universität Berlin wurde Sonnenburg 1881 Privatdozent, 1883 a.o. Professor und 1908 Honorarprofessor. 1899 erfolgte seine Ernennung zum Geheimen Medizinalrat. 1886 gehörte er zu den Gründern der Berliner Chirurgischen Gesellschaft. 1890 wurde er zum Chefarzt der Chirurgischen Abteilung vom Städtischen Krankenhaus Moabit ernannt.

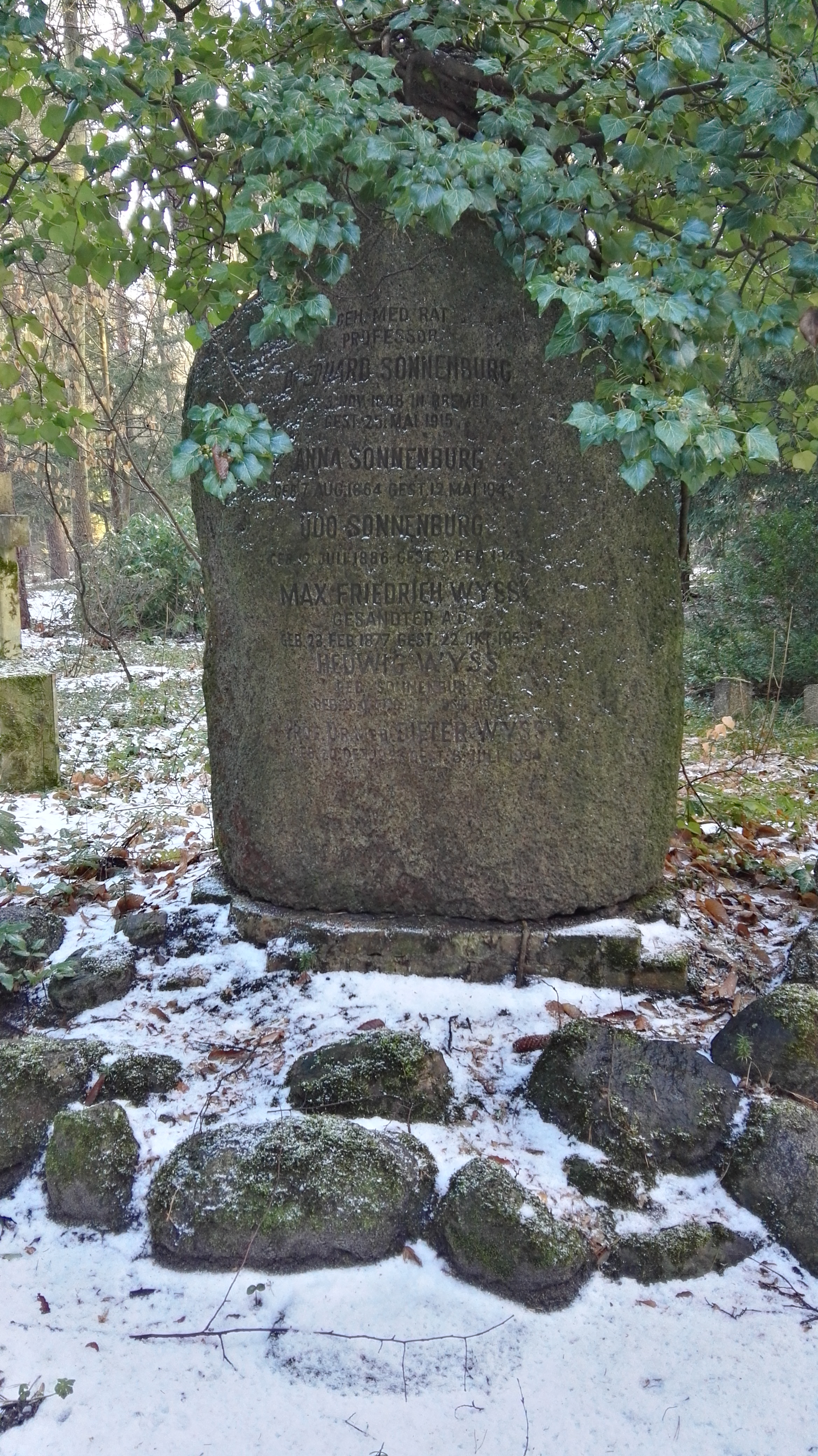
Grabstätte

Eduard Sonnenburg war mit Anna Westphal (1864–1943), einer Tochter Carl Westphals, verheiratet. Das Paar hatte einen Sohn und drei Töchter. Seine letzte Ruhestätte befindet sich auf dem Südwestkirchhof Stahnsdorf.

## Veröffentlichungen (Auswahl)
- Über Verbrennungen und Erfrierungen. Deutsche Chirurgie, Bd. 14. Stuttgart 1879
- Die pathologischen Luxationen des Kniegelenks, Habilitationsschrift Straßburg. Deutsche Zeitschrift für Chirurgie, Leipzig, 1876, VI
- Die chirurgischen Erkrankungen der Lunge. Handbuch der Therapie der inneren Krankheiten, III, Teil 4
- Pathologie und Therapie der Perityphlitis, Leipzig, 1894; 3. Aufl. ebenda 1897, 4. Aufl. 1899; 7. Aufl. 1913
- Die Indikation zur chirurgischen Behandlung der Appendicitis. In: Verhandlungen der Deutschen Gesellschaft für Chirurgie II. 1899, S. 468 ff.
- Verletzungen und Erkrankungen der Blase und der Vorsteherdrüse. Handbuch der praktischen Chirurgie, Band 3, Stuttgart 1901
- Appendizitis, Deutsche Klinik, Band 8; Berlin u. Wien, 1905
- Entzündung des Wurmfortsatzes. Handbuch der praktischen Chirurgie, 4. Aufl., Band 3; Stuttgart 1913
- Die Appendicitis einst und jetzt. In: Berliner klinische Wochenschrift. 1913, S. 2312 ff.
- Die Verbrennungen und Erfrierungen, Neue deutsche Chirurgie, Band 17, 1915
- Beiträge zu Albert Eulenburgs Real-Encyclopädie der gesammten Heilkunde. Erste Auflage.
  - Band 14 (1883) (Digitalisat), S. 495–497: Verbrennung